# Glacier de Forno
Le glacier de Forno (Vadrec del Forno en romanche) est un glacier de Suisse situé dans la chaîne de la Bernina (Alpes), dans le canton des Grisons.